# Wilko Risser
Wilko Risser (Windhoek, Namibija, 11. kolovoza 1982.) bivši je namibijsko-njemački nogometaš. 
Igrao je za Namibiju od lipnja 2007.
Wilko Risser je brat Olivera Rissera, njegovog suigrača iz namibijske reprezentacije.

## Vanjske poveznice
- Namibia Sport  Arhivirana inačica izvorne stranice od 13. veljače 2012. (Wayback Machine) Wilko Risser